# Бульвар Гагарина (Пермь)
Бульвар Гагарина расположен в Перми, на территории Мотовилихинского района (от улицы Красновишерской до улицы Старцева). Длина составляет 3753 м.
Назван в честь лётчика-космонавта Юрия Гагарина — первого человека, совершившего полёт в космос.

## История
Бульвар Гагарина начал осваиваться в 1960-е годы как основная транспортная магистраль на правом берегу реки Ягошихи, в микрорайоне Городские горки.

## Здания и сооружения
Самое оригинальное здание на начальном участке бульвара Гагарина на фоне типовых пятиэтажек — здание с куполом — Пермский планетарий (б. Гагарина, 27А).
Департамент агропромышленного комплекса и продовольствия (б. Гагарина, 10) по особому проекту пермских архитекторов Б. А. Калмыкова и С. А. Килунина построен в 1983 г. Верхние этажи этого объекта образуют восходящую линию, что перекликается с холмистым рельефом местности.
Далее по бульвару стоит здание Пермского речного училища (б. Гагарина, 33). Оно было возведено на высоком берегу Егошихинского лога в 1960 году.
В 1952 году на Егошихинской горе был установлен большой лыжный трамплин (впоследствии получивший адрес по этому бульвару: Бульвар Гагарина, 28), тогда один из самых больших в стране.
Здание техникума советской торговли по проекту архитектора О. Н. Шориной (Гагарина, 57) построено в 1964 году.
На чётной стороне бульвара, между домами 52 и 54 расположено трамвайное кольцо, проложенное в 1965 году. Конечная остановка трамвая стала называться «Улица Ушинского».
По Гагарина, 91 находится продовольственный магазин, типовой советской постройки, открывшийся в 1960-е годы под названием «Южный».
4 ноября 1977 года в специально выстроенном павильоне (Гагарина, 65) открылась постоянно действующая Выставка достижений народного хозяйства и культуры Пермской области. Проект здания ВДНХ был выполнен архитектором К. Э. Кунофом. В 1986 году был выполнен проект расширения ВДНХ архитектора В. С. Тарасенко. В 1990-м году ВДНХ уже именуется деловым коммерческим центром. К этому времени здание было практически полностью реконструировано.
В 1983 году на фасадах Пермского нефтяного техникума (Гагарина, 54а) появились два монументальных панно (художник — Р. Б. Пономарёв).
Больничный городок медсанчасти № 1 (Бульвар Гагарина, 68). Введен в действие в 1976 году.
На здании Гагарина, 115 в 2003 году появилась мемориальная доска — в память об М. Н. Колпакове, пермском журналисте и краеведе.